# DOSBox
DOSBox is een MS-DOS-emulator die werkt onder Windows 95+, Mac, Linux, Solaris, BeOS, FreeBSD en Unix. Het maakt hierbij gebruik van Simple DirectMedia Layer, die voor het beeld en geluid zorgt. Het programma is gemaakt zodat de mensen met computers waarop het besturingssysteem DOS niet (meer) beschikbaar is, oude MS-DOS-software zonder problemen kunnen gebruiken.

## Functies
De emulator beschikt over volgende functies:
- MS-DOS-software (zoals spelletjes) gebruiken (capaciteit loopt tot Pentium 1-specificaties);
- Online een netwerk opzetten;
- Pc-speaker en geluidskaartgeluid emuleren;
- Schermafdrukken en geluidsopnames maken tijdens het spelen van een spel;
- Resolutie veranderen en filters gebruiken voor de lagere resoluties.